# NGC 7060
NGC 7060 ist eine Balken-Spiralgalaxie vom Hubble-Typ SBa im Sternbild Mikroskop am Südsternhimmel. Sie ist rund 215 Millionen Lichtjahre von der Milchstraße entfernt.
Das Objekt wurde am 2. September 1836 von John Herschel entdeckt.